# 의정부시·동두천시·양주군
의정부시·동두천시·양주군은 대한민국의 옛 국회의원 선거구이다. 당시 경기도 의정부시, 동두천시, 양주군 지역을 관할했다.

## 역사
1981년 7월, 양주군 동두천읍이 동두천시로 승격되었다. 이에 제12대 국회의원 선거를 앞두고 의정부시·양주군 선거구가 의정부시·동두천시·양주군 선거구로 개편되었다.
대한민국 제13대 국회의원 선거를 앞두고 의정부시, 동두천시·양주군 선거구로 각각 분리되면서 폐지되었다.

## 역대 국회의원
| 선거   | 정당 | 정당       | 1위 의원 | 정당 | 정당       | 2위 의원 |
| ------ | ---- | ---------- | -------- | ---- | ---------- | -------- |
| 1985년 |      | 신한민주당 | 김형광   |      | 민주정의당 | 홍우준   |

## 역대 선거 결과

### 대한민국 제12대 국회의원 선거
|  | 58.36% |

|  | 28.87% |

|  | 12.75% |